# Велики Обљај
Велики Обљај је насељено мјесто на подручју града Глине, Банија, Сисачко-мославачка жупанија, Република Хрватска.

## Историја
Велики Обљај се од распада Југославије до августа 1995. године налазио у Републици Српској Крајини. Многи Срби напустили су село током „Олује”.

## Становништво
На попису становништва 2011. године, Велики Обљај је имао 22 становника.
| Националност       | 1991. | 1981. | 1971. | 1961. |
| Срби               | 393   | 523   | 669   | 858   |
| Југословени        |       | 3     | 1     |       |
| Хрвати             | 1     | 4     | 3     | 1     |
| Муслимани          | 1     | 1     |       | 1     |
| остали и непознато | 4     | 6     |       |       |
| Укупно             | 399   | 537   | 673   | 860   |

| Демографија | Демографија | Демографија |
| Година      | Становника  | Становника  |
| ----------- | ----------- | ----------- |
| 1961.       | 860         |             |
| 1971.       | 673         |             |
| 1981.       | 537         |             |
| 1991.       | 399         |             |
| 2001.       | 45          |             |
| 2011.       |             | 22          |

## Попис 1991.
На попису становништва 1991. године, насељено место Велики Обљај је имало 399 становника, следећег националног састава:
| Попис 1991.‍  | Попис 1991.‍  | Попис 1991.‍ | Попис 1991.‍ | Попис 1991.‍ |
| ------------ | ------------ | ----------- | ----------- | ----------- |
|              |              |             |             |             |
| Срби         | Срби         |             | 393         | 98,49%      |
| Муслимани    | Муслимани    |             | 1           | 0,25%       |
| Хрвати       | Хрвати       |             | 1           | 0,25%       |
| неопредељени | неопредељени |             | 4           | 1,00%       |
| укупно: 399  |              |             |             |             |